# Berchemia poilanei
Berchemia poilanei là một loài thực vật có hoa trong họ Táo. Loài này được Tardieu mô tả khoa học đầu tiên năm 1946.